# Vedeseta

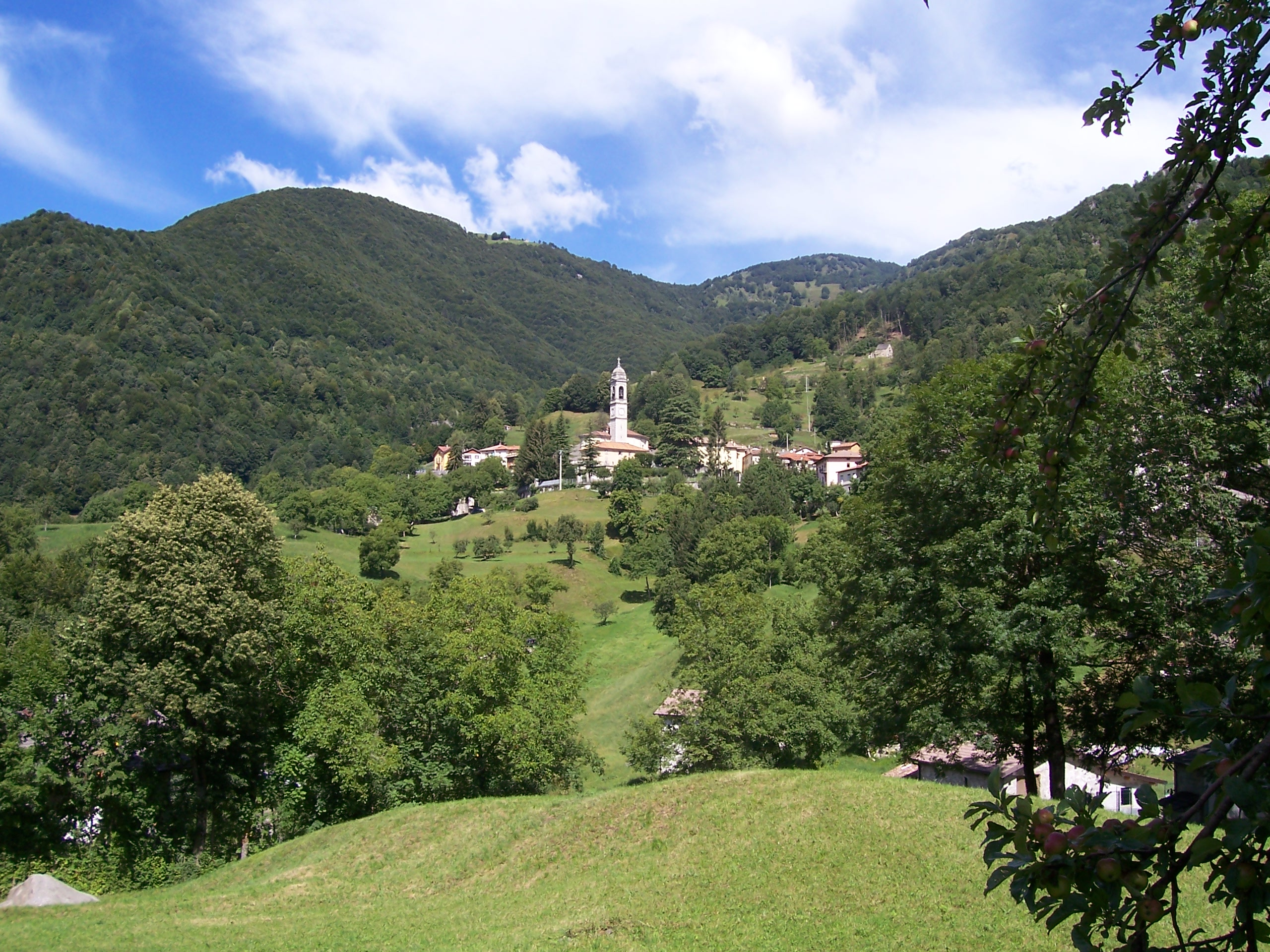
Một khu vực thuộc đô thị Vedeseta

Vedeseta là một đô thị ở tỉnh Bergamo trong vùng Lombardia, có vị trí cách khoảng 50 km về phía đông bắc của Milano và khoảng 25 km về phía tây bắc của Bergamo. Tại thời điểm ngày 31 tháng 12 năm 2004, đô thị này có dân số 244 người và diện tích là 19,8 km².
Vedeseta giáp các đô thị: Barzio, Brumano, Cassiglio, Fuipiano Valle Imagna, Moggio, Morterone, Taleggio, Valtorta.